# Achyranthes filifolia
Achyranthes filifolia är en amarantväxtart som beskrevs av Carl Ludwig von Willdenow, Johann Jakob Roemer och Schult.. Achyranthes filifolia ingår i släktet Achyranthes och familjen amarantväxter. Inga underarter finns listade i Catalogue of Life.